# Frederick Handley Page
Pour les articles homonymes, voir Handley (homonymie).
Frederick Handley Page, né le 15 novembre 1885 à Cheltenham dans le comté de Gloucester, et mort le 21 avril 1962, était un ingénieur aéronautique britannique, fondateur de la société Handley Page.

## Distinctions
- Commandeur de l’Ordre de l'Empire britannique
- Président de l'Air Registration Board de 1937 à 1958
- Président de la Society of British Aircraft Constructors à trois reprises
- Président du conseil des gouverneurs du collège aéronautique de Cranwell
- Vice-président du Royal Aero Club
- Président de l'Institute of Transport